# Света Пречиста Кичевска (фондация)
„Света Пречиста Кичевска“ е благотворителна организация, основана в 1935 година от Кичевското благотворително братство и Кичевската женска културно-просветна благотворителна дружба в София. Нейната цел е поддържане на членовете на организациите и поддържане на спомена за родния им край в Кичевско.

## История
В 1934 година членовете на Кичевското благотворително братство решават да основат фондация, която да спомага целите им, а именно чрез материална помощ на членовете и съхраняване на спомена за Кичевския край. Решено е фондацията да е кръстена на Кичевския манастир „Света Пречиста“. Правилникът на фондацията е приет на Общото годишно събрание на братството и в него е определена целта ѝ – да подкрепя нуждаещите се и бедните членове на Кичевското благотворително братство и на Кичевската женска културно-просветна благотворителна дружба в София, както и техните потомци. На 18 февруари 1935 година е издаден нотариалният акт за учредяване на фондацията и в същата година на 17 април е регистрирана в Софийския окръжен съд.
Избрани са следните членове в първия управителен съвет на фондацията – председател е Елена М. Дамянова, заместник-председател е Ставре Петров, секретар-касиер е Захари Цв. Илиев и Трене Миладинов. Към основаването си фондацията има като капитал от недвижим имот в номинална стойност 278 500 лева и 20 000 лева дялов капитал в Македонската кооперативна банка.
Фондацията е закрита с указ на Народното събрание от 17 март 1951 година. Имуществото на фондацията е прехвърлено към новосъздаденото Македонско просветно дружество „Гоце Делчев“.